# De Waterstaats-Ingenieur
De Waterstaats-Ingenieur was een maandelijks verschijnend tijdschrift over technologische ontwikkelingen en het beleid daaromheen. Het werd in 1913 opgericht als huisorgaan van de Vereeniging van Waterstaats-Ingenieurs in Nederlandsch Oost-Indië.

## Geschiedenis
Het tijdschrift is de opvolger van het Tijdschrift van het Koninklijk Instituut van Ingenieurs - Afdeeling Nederlandsch-Indië. Dit blad werd van 1875- tot 1914 uitgegeven door de afdeling Nederlands-Indië van het KIvI. In 1914 besloot de Vereniging van Waterstaat-Ingenieurs in Nederland een eigen tijdschrift uit te geven, evenals de vereniging van mijnbouw ingenieurs. Het blad kreeg de naam "De Waterstaats-Ingenieur" en dit blad is blijven bestaan tot 1934, toen het samen met de Mijningenieur werd opgenomen in een nieuw tijdschrift, De Ingenieur in Nederlandsch-Indië.

## Inhoud
De eerste jaren is het blad uitgegeven als tweemaandelijkse uitgave. Opgenomen zijn redactionele artikelen (artikelen geschreven door leden van de vereniging over projecten en onderzoek in Nederlands Indië. Daarnaast was er een officieel gedeelde met mededelingen van de vereniging, boekbesprekingen, de inhoudsopgaves van andere vaktijdschriften en "corpsaangelegenheden". Dit laatste ging over ambtelijke regelingen (zoals verlof en pensioen) en een lijst van geautoriseerde nieuwe waterbouwkundige werken.
Veel oude nummers zijn gedigitaliseerd door Google. Basis hiervoor waren de exemplaren van de Cornell University. Helaas zijn de figuren vaak niet goed gescand. De figuren zijn wel ter inzage in de bibliotheek van de TU Delft.. Sinds  2024 is dit tijdschrift ook ter inxage via Delpher. Een lijst van de redactionele artikelen met link naar de scans is beschikbaar via het Trésor der Hollandsche Waterbouw.

#### opmerking
Van een aantal waterbouwkundige ingenieurs die in Nederlands-Indië werkzaam geweest is een Wikipedia lemma, zie voor een overzicht hiervan de categorie: Waterbouwkundige in Nederlands-Indië hieronder.